# Super Mario RPG: Legend of the Seven Stars
Super Mario RPG: Legend of the Seven Stars is een rollenspel (RPG) voor de SNES, ontwikkeld door SquareSoft en uitgegeven door Nintendo in 1996. In het spel spelen Mario, Geno, Mallow, Princess Peach en Bowser de hoofdrol.

## Verhaal
Zoals in de meeste Super Mario-spellen is Mario de protagonist, wiens eerste doel het is om prinses Peach te redden uit de klauwen van Bowser, maar kort na het begin van zijn reis valt de Smithy Gang Mario's wereld binnen.

## Gameplay
Het spel vertoont enkele overeenkomsten met andere door Square ontwikkelde computerrollenspellen, zoals de Final Fantasy-serie, samen met elementen uit de Super Mario Bros-serie. 
De party van de speler begint aanvankelijk met alleen Mario en groeit uit tot vijf personages. Mario en maximaal twee andere leden nemen deel aan gevechten. De speler kan de leden uitwisselen met andere personages als men niet in een gevecht is. Elk van de vijf personages heeft een unieke reeks aanvallen en technieken.

## Remake
Een remake van het spel werd aangekondigd op 21 juni 2023 tijdens een Nintendo Direct. De remake werd uitgebracht op 17 november 2023 voor de Nintendo Switch. Het spel werd ontwikkeld met de engine Unity door Japanse spelontwikkelaar ArtePiazza en uitgegeven door Nintendo.

## Trivia
- Het spel is opgenomen in het boek 1001 Video Games You Must Play Before You Die van Tony Mott.